# NK Redarstvenik Mostar
NK Redarstvenik je bivši bosanskohercegovački nogometni klub iz Mostara.

## Povijest
U sezonama 1995./96. i 1996./97. Redarstvenik nastupa u Drugoj ligi Herceg-Bosne skupina Jug, ali oba puta osvaja drugo mjesto i ostaje bez plasmana u Prvu ligu Herceg-Bosne. Taj uspjeh ostvaruju u sezoni 1997./98. U Prvoj ligi, 1998./99. osvajaju 13. mjesto, a istu poziciju osvajuju i sljedeće sezone.
U sezoni 2000./01. Redarstvenik igra zajedničku Prvu ligu Federacije BiH, čije je to bilo prvo izdanje. Kao 15. od 18 klubova Redarstvenik ispada iz lige. Ubrzo nakon toga prestaje s radom.

## Poznati igrači i treneri
- Franjo Džidić
- Ivan Božić[5]
- Igor Melher[6]